# Alejandro Labaka
Manuel de Beizama, de nombre secular Alejandro Labaka Ugarte (Beizama, 19 de abril de 1920-Amazonía ecuatoriana, 21 de julio de 1987), fue un eclesiástico y misionero católico español afincado en Ecuador, miembro de la Orden de los Hermanos Menores Capuchinos. Fue vicario apostólico de Aguarico, desde 1984 hasta su martirio en 1987.

## Biografía
Nació el 19 de abril de 1920, en el poblado español de Beizama, Guipúzcoa, en el seno de una familia profundamente cristiana. Hijo de Ignacio María Labaka y Paula Ugarte.
Realizó su formación primaria en su pueblo natal. En 1932, a la edad de doce años, ingresó en el Seminario Seráfico de Alsasua, donde comenzó su formación religiosa y académica. Durante este período, estudió Humanidades y obtuvo el título de Bachiller.

### Vida religiosa
El 14 de agosto de 1937, ingresó al noviciado de Sangüesa de la Orden de los Hermanos Menores Capuchinos, vistiendo así el hábito franciscano capuchino. Realizó su primera profesión de votos religiosos en 1938, y la profesión solemne el 29 de septiembre de 1942. 
A sus 18 años tuvo que interrumpir sus estudios para ir al frente de combate en la guerra civil española. Fue asistente sin disparar un fusil. Se reintegró al convento y fue ordenado sacerdote el 22 de diciembre de 1945, a los 25 años.
Después de su ordenación, solicitó ser trasladado a China para cumplir con su vocación misionera. En 1946, fue enviado a Pingliang, donde vivió y trabajó durante seis años, dedicándose tanto a la labor médica como a la evangelización, en una situación muy difícil debido a las restricciones impuestas por el nuevo régimen comunista. Sin embargo, su tiempo en China fue breve, ya que la persecución religiosa y la expulsión de misioneros extranjeros lo obligaron a regresar a España en febrero de 1953, llegando a tierra española el 30 de marzo siguiente.

## Misionero en Ecuador
Tras un breve período en España, fue destinado a la misión de Ecuador en marzo de 1954. Llegó a Guayaquil el 10 de abril.

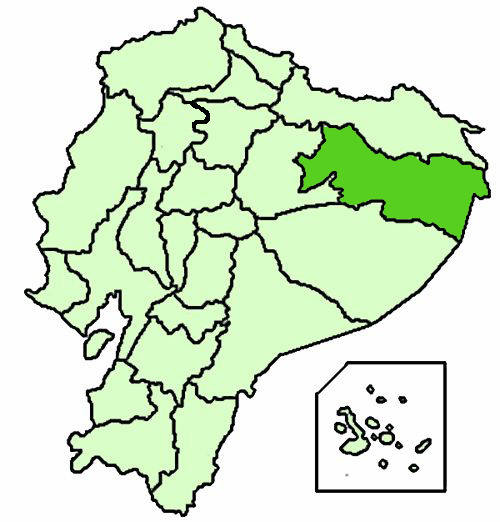
Localización y extensión del vicariato apostólico en Ecuador.

Fue enviado a la Amazonía ecuatoriana, donde los misioneros capuchinos habían establecido una misión en medio de la selva. El 22 de enero de 1965, fue nombrado prefecto apostólico de Aguarico. Tomó posesión de la misión el 28 de marzo siguiente. En ese mismo año, participó en la cuarta sesión del Concilio Vaticano II. Documentos como Ad gentes, sobre la misión de la Iglesia, resonaron profundamente en él, reforzando su enfoque pastoral en caminar junto a los pueblos indígenas, aprendiendo de ellos y respetando su cosmovisión.

...he sentido muy fuerte en mi interior el mandato de Cristo de predicar a todas las gentes, especialmente a estos AUCAS.
Carta a Pablo VI

En 1967 obtuvo la nacionalidad ecuatoriana por naturalización, lo que le permitió trabajar en la selva amazónica y desarrollar su labor misionera con mayor libertad. El 26 de junio de 1970, renunció al cargo de prefecto apostólico. 

### Labor Huaorani
Aquí comenzó a tener un contacto más cercano con los pueblos indígenas, especialmente los Huaorani, también conocidos como Aucas. A partir de 1969, comenzó a centrarse en la evangelización y el contacto con los Huaorani. En 1976, fue encargado de la Pastoral de los Huaorani, lo que lo llevó a establecer su primer contacto con ellos el 31 de agosto de ese mismo año. En diciembre de 1977, fue adoptado como hijo por los líderes Huaorani, Inihua y Pahua, lo que profundizó su relación con la comunidad. Más tarde, entre 1979 y 1982, asumió el cargo de Superior Regular de la Misión Capuchina, fortaleciendo su compromiso con la evangelización y defensa de estos pueblos amazónicos. Durante esta etapa, Labaka fue testigo de las tensiones crecientes entre las comunidades indígenas y las empresas petroleras que comenzaban a explorar y explotar los recursos de la Amazonía. 

Escudo del Vicariato Apostólico de Aguarico, nacido del sol en el escudo episcopal de Labaka.

El 2 de julio de 1984, fue erigido el Vicariato apostólico de Aguarico, del que fue nombrado su primer vicario apostólico al mismo tiempo. También fue nombrado obispo titular de Pomaria. Fue consagrado el 9 de diciembre, en la Catedral de Puerto Francisco de Orellana, a manos del obispo Maximiliano Spiller.
A partir de ese momento, su misión fue no solo evangelizar, sino también proteger a las comunidades indígenas de la explotación y la violencia que acompañaban la expansión de la industria petrolera en la región. Se comprometió profundamente con la defensa de los derechos de los pueblos indígenas, llegando incluso a enfrentarse a las autoridades y las empresas que explotaban la región. 
Labaka aprendió la lengua Huaorani y se integró en su cultura lo mejor que pudo, siendo uno de los pocos extranjeros en ganarse la confianza de estas comunidades. Sin embargo, esta confianza no se basaba solo en su papel como misionero, sino también en su actitud de respeto hacia las costumbres y la autonomía de los Huaorani. 

## Martirio
La labor de Labaka en la Amazonía se volvió cada vez más peligrosa con el tiempo. A medida que las tensiones entre los Huaorani y las empresas petroleras crecían, los intentos de contacto como los Tagaeri, que vivía en aislamiento voluntario, se volvían más arriesgados.
El 21 de julio de 1987, Labaka y la hermana Inés Arango, una religiosa colombiana que compartía su misión, decidieron emprender un último viaje para entrar en contacto con los Tagaeri, con la esperanza de protegerlos del creciente avance de las compañías petroleras y otros intrusos: Si no vamos nosotros, los matan a ellos. A pesar de las advertencias sobre los peligros que implicaba este encuentro, Labaka y Arango fueron llevados en helicóptero a una apartada región de la Amazonía donde vivían los Tagaeri con la intención de mediar entre ellos y el mundo exterior, en la zona de Tigüino. Descendidos sobre un bohío de ellos, fueron acogidos por las mujeres y los niños. Más tarde llegaron los adultos cazadores y decidieron asesinarlos, ya que los percibieron como una amenaza. Los religiosos, fueron confundidos, al parecer, con empleados o los dueños de una compañía petrolera instalada en la zona.
Arango fue testigo de la cruel muerte de Labaka, quien fue sometido al brutal ritual de recibir 17 lanzas de chonta y sufrir 80 heridas. Aunque en un principio parecía que no querían matarla, un joven guerrero atravesó su cuerpo con una lanza, y otros tres lo imitaron. Su cuerpo quedó marcado con 70 heridas. Así, en medio de la selva, quedaron tendidos dos cuerpos desangrados: el del obispo, desnudo, recordando a Jesús en la cruz. Murieron traspasados en manos de quienes consideraban sus hermanos predilectos.

Mi premio ha de ser, oh Madre, al pie de un árbol morir.
De todos abandonado, de todos menos de ti.
Bendita mil veces, diré al expirar, la hora en que me enviaste la fe a propagar".
Himno misionero

Sus muertes fueron consideradas un martirio en pro de la causa indigenista y en contra de una conquista que todavía continúa.

### Rescate de los cuerpos
El cuerpo del obispo y de la religiosa fueron recuperados al día siguiente en una operación muy difícil. Los cadáveres yacían junto a la casa, que se derrumbó cuando el helicóptero se acercó para el rescate. La aeronave regresó a El Coca con los cuerpos alrededor de las 3:30 de la tarde, tras haberlos encontrado sin vida a las 8:20 de la mañana.
Llevaron los cuerpos a una sala del seminario, donde se realizó el reconocimiento médico y la preparación de los cadáveres. Cuatro personas, dos médicos y dos enfermeras, se dedicaron a suturar los cuerpos de los religiosos. La minuciosa limpieza y preparación de los cuerpos acribillados fue una tarea interminable. Alrededor de las 9 y 10 de la noche, los cadáveres llegaron al templo parroquial, donde una multitud de fieles y amigos de la parroquia los esperaban.

### Funeral
Al día siguiente, el 23 de julio, llegaron a El Coca representantes de la Conferencia Episcopal y algunos capuchinos de la Viceprovincia para participar en un funeral. El viernes se celebró el funeral de entierro, y antes de sepultar a Labaka y Arango, se realizó una procesión por las calles del pueblo, como un último adiós de la comunidad, que los quería y lamentaba profundamente su partida. La ceremonia comenzó a las 11 de la mañana y concluyó poco antes de la 1 de la tarde. A las 3:00 de la tarde, se colocó la losa sobre el sepulcro, en la nave central de la Catedral de El Coca, a pocos pasos de la escalinata del presbiterio.

## Legado
El legado de Labaka sigue siendo una gran fuente de inspiración para misioneros, defensores de los derechos humanos y activistas ambientales. Su vida y muerte reflejan su compromiso  inquebrantable con el respeto a las culturas indígenas y la protección de sus territorios, siendo recordado como el "apóstol de los Huaorani".
Fue un pionero en la defensa de los derechos de los pueblos originarios, y su trabajo ayudó a destacar la importancia de proteger la Amazonía y a quienes la habitan. En su honor, se han levantado varios monumentos y centros dedicados a la preservación de la selva y la defensa de los derechos indígenas en Ecuador, como la Fundación Alejandro Labaka.

### Proceso de beatificación
En reconocimiento a su labor, fue declarado Siervo de Dios.
El 7 de abril de 2008, en Roma, se celebraron los 50 años de vida de la comunidad de Sant'Egidio, y uno de los actos conmemorativos fue la inauguración del Templo de los Mártires del siglo XX, en San Bartolomeo all'Isola. La ceremonia fue presidida por el papa Benedicto XVI, quien colocó las reliquias de cada mártir en su respectivo altar. Desde Ecuador, llegaron las reliquias de Labaka y Arango: una cruz pectoral del obispo y una sandalia de la misionera.
El 22 de mayo de 2025, el papa León XIV declaró venerables a Labaka y Arango, reconociendo la «ofrenda de vida» de ambos misioneros.